# أوغو روسي
أوغو روسي (بالإيطالية: Ugo Rossi) هو سياسي إيطالي، ولد في 29 مايو 1963 في ميلانو في إيطاليا. حزبياً، نشط في حزب ترينتينو تيرولين المستقل ‏. وقد انتخب List of presidents of Trentino ‏ (2013 – 2018).